# Seria
Seria är en stad i distriktet Belait i Brunei. Den hade 21 082 invånare år 1991.